# 吴山 (1884年)
吴山（1884年—1936年）字岫农，安徽滁縣人，中华民国初年政治人物。

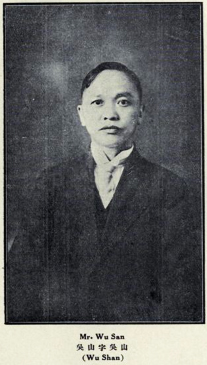

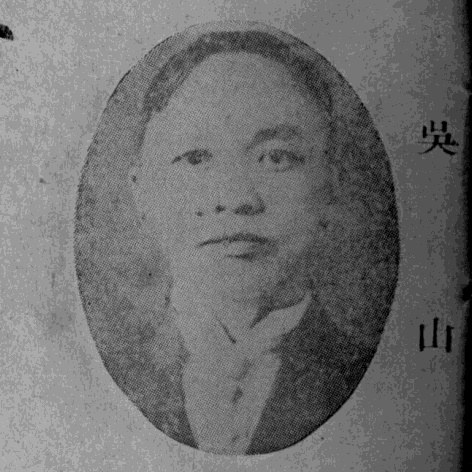

## 生平
吴山早年在四川学习旧学及政治学，后留学日本东京，在Tokio College获得法学学位。他是中国同盟会会员，曾任云南讲武堂讲师，在该讲武堂曾是朱德的老师。1918年，他任安福国会众议院议员。
1919年，他被任命为广东军政府的司法次长，不久代理司法部长（当时司法部长徐谦离开广东后，次长谢持代理部务，后来谢持也辞职，司长吴山署次长并代理部务吴山当时的身份为“司法部秘书兼代第三司司长代行部务”。）。
当时，广东军政府外交部附设的外交调查会在推选会员，代理司法部长吴山将曾留法勤工俭学并曾参加反清活动的郑毓秀推荐给广东军政府外交部部长伍廷芳，后经外交调査会全体表决，郑毓秀成为该会会员。
1921年，为加强中国同韩国的革命联系，中国的徐宗汉（黄兴遗孀）、黄警顽、周剑秋和韩国的吕运亨、赵东祜、金奎植、尹显振等人组织了中韩互助社，中国人吴山（广东政府司法部次长）担任该互助社的会长。
1921年10月，中华全国道路建设协会在上海成立，王正廷任会长，吴山任总干事；在吴山指导下，该组织蓬勃发展。他在任总干事期间提出了以甘肃兰州为中心的“四经五纬国道网”规划。吴山还是中国最热心的基督教徒之一。
1925年2月23日，吴山任厦门道尹。1925年6月，吴山任闽厦海军警备司令部秘书长。
1927年，杨树庄以海军部部长兼任福建省政府主席，先期将厦门司令部参谋长林国赓升为司令，厦门原有的人事基本没有变动，只有厦门司令部秘书长吴山离职，由秘书陈赞唐升任秘书长。
1931年九一八事变后，为支援东北义勇军，朱庆澜、许世英等人组织华侨救国经济委员会，朱庆澜任主席，吴山担任总干事。
1936年，吴山病逝。因为家贫，其女儿凑不足丧葬费，其葬礼是由吴山的各方面亲朋好友如吴凯声等人募捐办的。

## 著作
他著有许多本书，以行文流畅而著称。他的主要著作有：
- A Commentary on the Provisional Constitution of China[3]
- A Plea for Universal Union[3]
- 吴山，俄宪说略，1921年（The Soviet Russian Constitution[3]）
- 吴山、徐谦，中华民国委员制政府组织大纲商榷书，作者自刊，1924年（Government by Commissions[3]）